# Kickboxer 2
Kickboxer 2 (também conhecido como Kickboxer 2: The Road Back e no Brasil: Kickboxer 2 - A Vingança do Dragão) é um filme de ação e artes marciais norte-americano de 1991 dirigido por Albert Pyun, escrito por David S. Goyer e estrelado por Sasha Mitchell, com uma participação de Jean-Claude Van Damme.
O filme é a continuação de Kickboxer.

## Elenco
- Sasha Mitchell como David Sloane
- Peter Boyle como Justin Maciah
- Dennis Chan como Xian Chow
- Cary-Hiroyuki Tagawa como Sanga
- John Diehl como Jack
- Michel Qissi como Tong Po
- Heather McComb como Jo
- Vince Murdocco como Brian Wagner
- Vincent Klyn como o bandido tailandês
- Gene LeBell como árbitro
- Don Familton como o cantor Brian
- Matthias Hues como Neil Vargas
- Humberto Ortiz como Joey
- Emmanuel Kervyn como Kurt Sloane
- Joe Restivo como locutor de ring
- Brian Austin Green como Tommy
- Brent Kelly como Carl
- Annie O'Donnell como a mãe de Brian
- Robert Gottlieb como Lou Lescano
- Jean-Claude Van Damme como Kurts